# ميكا هيجي
ميكا هيجي (بالكانا:ひじい みか) هي ممثلة يابانية، ولدت في 13 أكتوبر 1982 في اليابان.

## وصلات خارجية
- ميكا هيجي على موقع IMDb (الإنجليزية)
- ميكا هيجي على موقع قاعدة بيانات الفيلم (الإنجليزية)